# Usina Hidrelétrica Chibarro
A Usina Hidrelétrica Chibarro, é uma PCH do Estado de São Paulo.
Foi inaugurada em 1912, é gerenciada pela Companhia Paulista de Força e Luz.
Está localizada na Fazenda Vista do Salto, junto ao rio Chibarro, e com acesso pela Estrada Municipal Araraquara à Água Azul km 5 com início na Rodovia Washington Luís km 268 (SP-310), município de Araraquara, e tem grande importância no desenvolvimento da cidade. Potência nominal total: 2,288 MW